# あいしま (掃海艇)
あいしま（ローマ字：JS Aishima, MSC-688）は、海上自衛隊の掃海艇。すがしま型掃海艇の8番艇。艇名は相島 (山口県)に由来する。
本記事は、本艇の艦暦について主に取り扱っているため、性能や装備等の概要についてはすがしま型掃海艇を参照されたい。

## 艦歴
「あいしま」は、平成12年度計画掃海艇388号艇として、USC京浜事業所鶴見工場で2001年4月17日に起工され、2002年10月8日に進水、2004年2月16日に就役し、掃海隊群第1掃海隊（呉）に編入された。
2006年6月5日から17日までの間、マレーシア周辺海域で実施された第3回西太平洋掃海訓練に掃海母艦「ぶんご」、掃海艦「はちじょう」とともに参加した。
2011年3月11日に発生した東日本大震災の災害派遣に参加。3月28日午後3時50分、宮城県追波湾荒地区の被災者に生活物資を提供した。3月29日午後2時35分、追波湾大須地区にガソリン80リットルを輸送。3月30日午後2時、艦載艇で平磯地区に食料品43kg、下着30枚、トイレットペーパー48個、カイロ100個、その他日用品を輸送。3月31日午前10時頃、柏浜基地と韮浜に食料、日用品、ガソリン40リットル、灯油20リットル、牛乳24パック、乾電池30個を輸送した。
2012年2月1日から2月8日にかけて平成24年度機雷戦訓練（伊勢湾）に参加。
2014年6月20日から6月29日にかけて硫黄島周辺海域で平成26年度実機雷処分訓練に参加。
同年11月20日から11月30日にかけて掃海特別訓練（日向灘）に参加。
2015年2月1日から2月10日にかけて平成26年度機雷戦訓練（伊勢湾）に参加。
同年8月14日から9月14日までの間、掃海母艦「ぶんご」、掃海艇「ししじま」とともにシンガポール海軍及びインドネシア海軍主催の第6回西太平洋掃海訓練(6th WPMCMEX2015）に参加した。
2016年7月1日、掃海隊群の改編により、同日付で新編された第3掃海隊（呉）に編成替え。
同年11月20日から11月30日にかけてアメリカ海軍との機雷戦訓練（日向灘）及び掃海特別訓練に参加。
2017年2月1日から2月10日にかけて平成28年度機雷戦訓練（伊勢湾）に参加。
2017年6月16日から6月25日までの間、掃海母艦「ぶんご」、掃海艇「ちちじま」、「はつしま」、「ししじま」、「つのしま」、「くろしま」、SH-60Jと共に平成29年度実機雷処分訓練に参加し、硫黄島周辺海域にて機雷掃海、機雷掃討、水中処分員による機雷処分訓練を実施。
2018年7月14日から平成30年7月豪雨をうけて広島県三原市で給水支援を実施した。
2018年7月18日から7月30日にかけて平成30年度機雷戦訓練（陸奥湾）及び日米印共同掃海特別訓練に参加した。
2020年6月12日、掃海艇「のとじま」の除籍に伴い、舞鶴地方隊第44掃海隊に編入。
2021年、低視認性塗装（ロービジビリティー Low-visibility 略してロービジとも）へ塗装変更。その内容としては、煙突頂部の汚れを目立たなくするための黒帯の廃止、艦番号及び艦名の灰色化かつ無影化、艦橋上の対空表示（航空機に対し艦番号下2桁を表示するための塗装）の消去。

## 画像

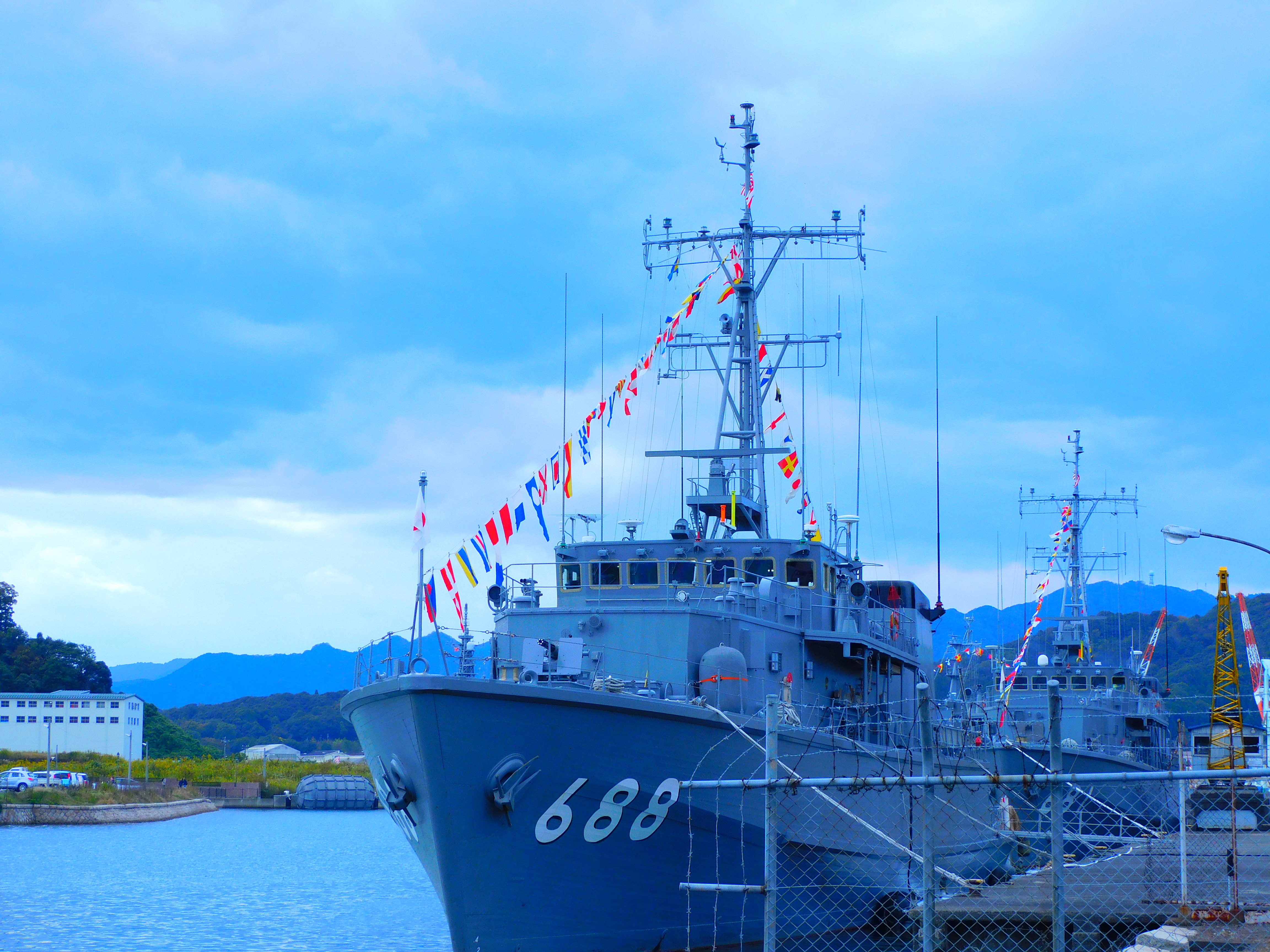
文化の日における満艦飾（2020年11月3日）
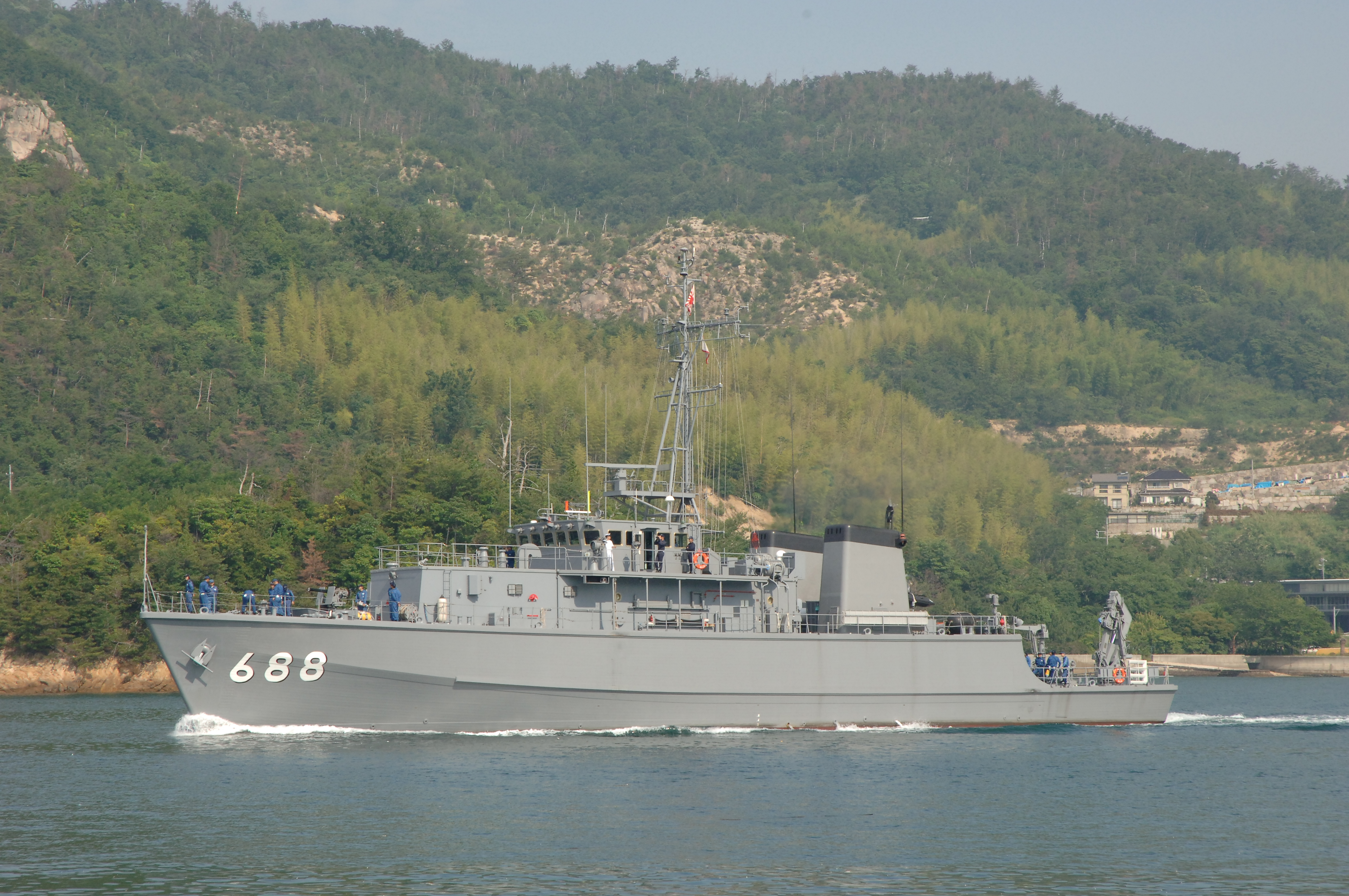
ロービジ塗装化以前の姿
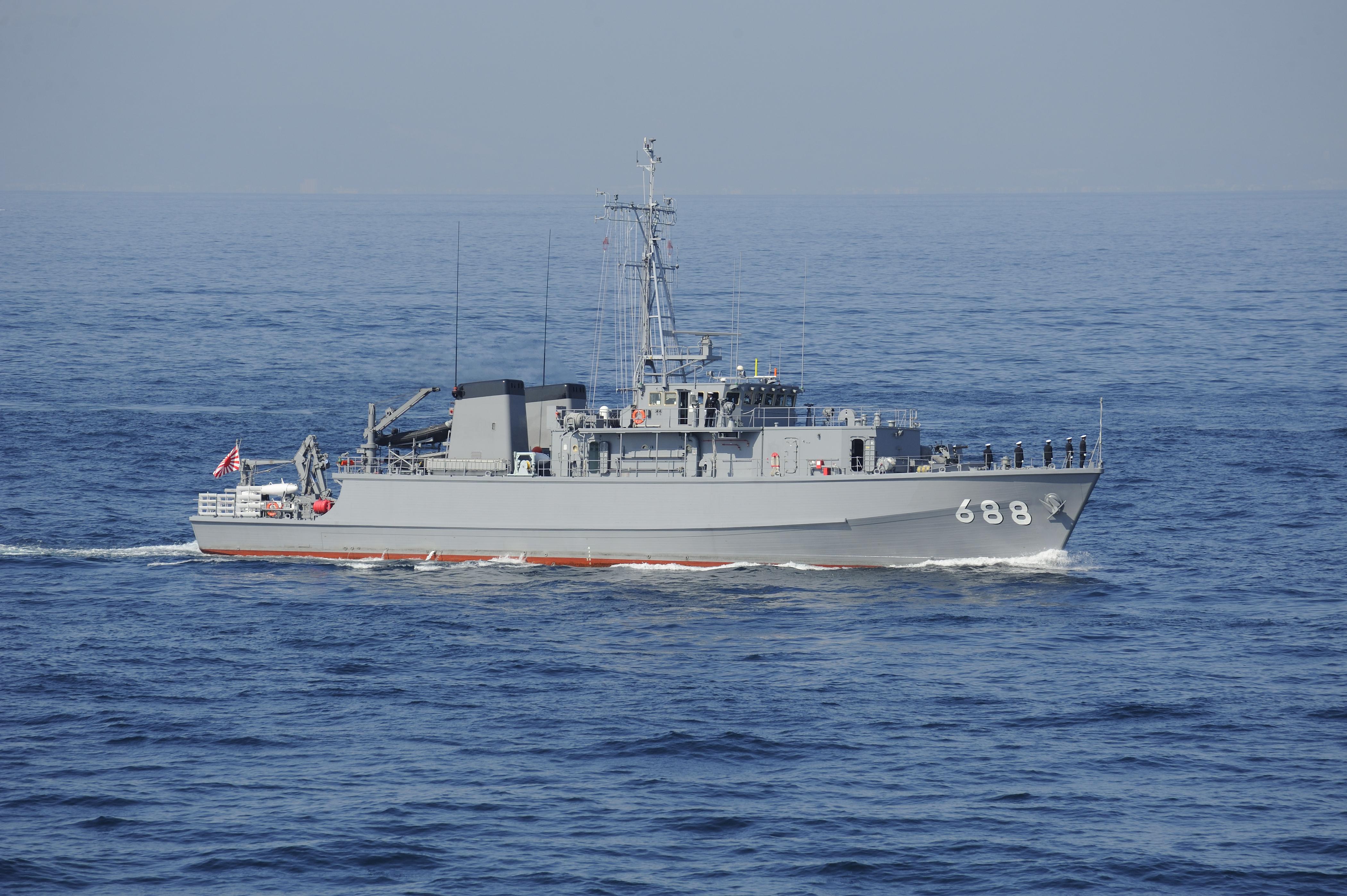
平成21年度 自衛隊観艦式予行における「あいしま」
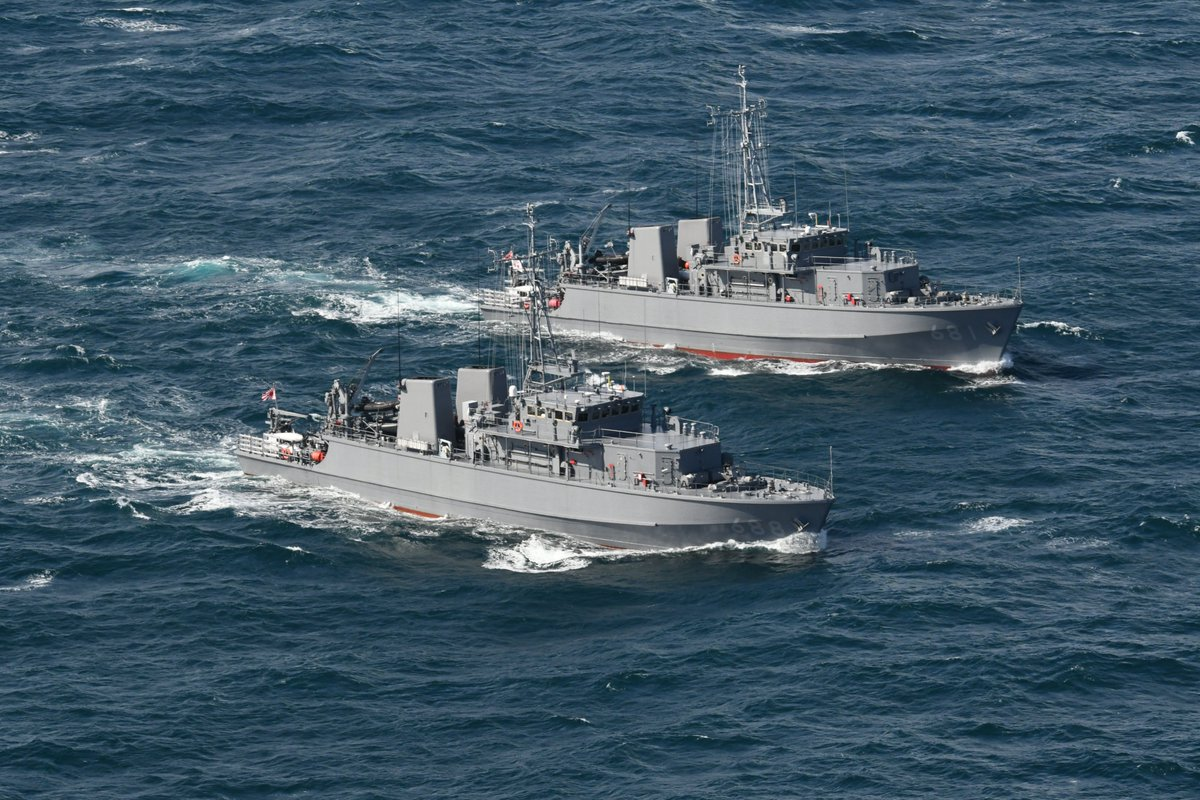
第44掃海隊の「あいしま」（手前）と「すがしま」